# 津輕國定公園
津輕國定公園（日语：／ Tsugaru Kokutei Kōen），是位在日本青森縣的國定公園。

## 概要
面積25,966公頃。海岸部包含東津輕郡外濱町（舊平館村）至西津輕郡深浦町（舊岩崎村）約180公里的海岸地帶，有龍飛崎與權現崎、高野崎等海岸侵蝕景觀，以及十三湖與屏風山地區的砂丘景観。山岳部包含岩木山、白神岳等山岳。湖沼部有日本大峽谷與十二湖。

## 主要景點
- 龍飛崎（日语：竜飛崎）
- 十三湖（日语：十三湖）
- 岩木山
- 白神岳
- 日本大峽谷（日语：日本キャニオン）
- 十二湖

## 關連市町村
- 青森縣 - 弘前市、五所川原市、津輕市、今別町、外濱町、鰺澤町、深浦町、中泊町

## 關連項目
- 國定公園

## 外部連結
- （日語）津輕國定公園 （页面存档备份，存于）